# 华头镇
华头镇，是中华人民共和国四川省乐山市夹江县下辖的一个乡镇级行政单位。2019年9月，撤销麻柳乡和歇马乡，将其所属行政区域划归华头镇管辖。

## 行政区划
华头镇下辖以下地区：
街道社区、沙湾村、塘边村、黄村、兰草村、金山村、沙坝村、学林村、清水村、白甲村、陈山村、楼房村和正街村、小溪村、高山村、余湾村、甘溪村、代坪村、杨山村、尖峰村、立新村、幸福村、联合村、新林村、明公村和五四村、关口村、蒲泉村、大明村、山青村、马岗村、前峰村、佛音村、西陵村和建乡村。